# La fiamma sul ghiaccio
La fiamma sul ghiaccio è un film del 2005 diretto da Umberto Marino. È la storia di Fabrizio, un professore di matematica con la sindrome di Asperger e comportamenti ossessivi, isolato dall'uso dei farmaci e privo di affetti e di emozioni che casualmente incontra Caterina, una clochard emarginata.
Questo film è riconosciuto come d'interesse culturale nazionale dalla Direzione generale Cinema e audiovisivo del Ministero per i beni e le attività culturali e per il turismo italiano, in base alla delibera ministeriale del 9 luglio 2003.

## Produzione
Una parte del film è ambientata nella Valle di Comino, fra Casalvieri, Settefrati e il Santuario di Canneto. È stato girato anche a Torino, al Politecnico.